# Vincent Tavier
Vincent Tavier, né le 28 novembre 1962 à Namur (région wallonne), est un producteur de cinéma, acteur, scénariste et réalisateur belge.

## Biographie
Vincent Tavier naît le 28 novembre 1962 à Namur.
En 2009, il coécrit avec Vincent Patar, Stéphane Aubier et Guillaume Malandrin l'adaptation au cinéma de Panique au village, dans un long métrage parfois qualifié "d'animation punk", produit par La Parti production. Le film est sélectionné en "Officiel" (séance de minuit) au Festival de Cannes 2009.
À l'occasion de la sortie du film, une série de bande dessinée reprenant les aventures de Coboy et Indien voit le jour dont la prépublication est faite dans Spirou sous forme de courts récits dont le recueil en album est publié aux éditions Dupuis.

## Œuvres

### Filmographie
Sauf indication contraire, les informations mentionnées dans cette section peuvent être confirmées par les bases de données cinématographiques IMDb et Allociné,  présentes dans la section « Liens externes ».

#### Acteur
- 1992 : C'est arrivé près de chez vous, long métrage de fiction de Benoît Poelvoorde, Rémy Belvaux et André Bonzel : un preneur de son
- 2004 : Atomik Circus, le retour de James Bataille, long-métrage de fiction de Didier Poiraud et Thierry Poiraud : Chef Brody
- 2004 : Aaltra, long-métrage de fiction de Benoît Delépine et Gustave Kervern : Saint-Christophe
- 2005 : Belhorizon, long-métrage d'Inès Rabadán : Zonderland
- 2006 : Steak, long-métrage de fiction de Quentin Dupieux : docteur Brown
- 2010 : Kill Me Please, long-métrage de fiction de Olias Barco : Monsieur Plouvier
- 2011 : Le Grand Soir, long-métrage de Gustave Kervern et Benoît Delépine : client Grand Litier
- 2012 : Tango Libre, de Frédéric Fonteyne : adjudant

#### Réalisateur
- 1999 : 
  - UFO's boven Geel, court-métrage coréalisé avec Vincent Patar et Stéphane Aubier
  - Les Chanoines, long-métrage documentaire coréalisé avec Guillaume Malandrin

#### Scénariste
- 1992 : C'est arrivé près de chez vous, long-métrage de fiction coécrit avec Rémy Belvaux, Benoît Poelvoorde et André Bonzel
- 2002 : Panique au village, série d'animation télévisée de vingt-épisodes diffusée sur Canal+, coécrit avec Stéphane Aubier, Vincent Patar et Guillaume Malandrin
- 2004 : Atomik Circus, le retour de James Bataille, long métrage de fiction coécrit avec Didier Poiraud, Thierry Poiraud et Jean-Philippe Dugand
- 2009 : Panique au village, long métrage d'animation coécrit avec Stéphane Aubier, Vincent Patar et Guillaume Malandrin
- 2014 : Alleluia de Fabrice Du Welz (co-scénariste)
- 2019 : Adoration de Fabrice Du Welz

#### Producteur
- 1997 : Mr Manatane, série télévisée diffusée sur Canal+, écrite et interprétée par Benoît Poelvoorde, produit par Entropie Films
- 2002 : Panique au village, série d'animation télévisée de vingt épisodes diffusée sur Canal+, réalisée par Stéphane Aubier et Vincent Patar
- 2003 :  Aaltra, long-métrage de fiction de Benoît Delépine et Gustave Kervern
- 2004 : Calvaire, long métrage de fiction de Fabrice Du Welz
- 2006 : Komma, long métrage de fiction de Martine Doyen
- 2007 : Où est la main de l'homme sans tête, long-métrage de fiction de Guillaume Malandrin et Stéphane Malandrin
- 2008 : Nowhere Man, long métrage de fiction de Patrice Toye
- 2009 : Panique au village, long-métrage d'animation de Vincent Patar et Stéphane Aubier
- 2010 : Kill Me Please, long métrage de fiction de Olias Barco
- 2011 : Karminsky-Grad, de Jean-Jacques Rousseau
- 2014 : Alleluia de Fabrice Du Welz
- 2019 : Adoration de Fabrice Du Welz.

### Publications

#### Albums de bande dessinée

##### Panique au village
- 1. Le Vol du tracteur[4], Dupuis, Marcinelle, 18 septembre 2009
Scénario et dessin : Vincent Tavier, Stéphane Aubier, Vincent Patar - Couleurs : quadrichromie -  (ISBN 2-8001-4334-7)

### Interview
- Vincent Tavier (interviewé par Dimitra Bouras et Jean-Michel Vlaeminckx), « Vincent Tavier à propos de Aaltra », Cinergie,‎ 1er juin 2004 (lire en ligne, consulté le 23 janvier 2024).